# Diasirmo
En retórica, se llama diasirmo (del griego diasyrmós, detracción) a una especie de figura que se comete ponderando en el discurso una cosa baja y ridícula; es, a veces, como una hipérbole sarcástica.
Un ejemplo sería este verso de Juan de Iriarte:
«El señor don Juan de Robres,
con caridad sin igual,
hizo este santo hospital...
y también hizo los pobres».